# أليكساندر فرانسوا
أليكساندر فرانسوا (بالفرنسية: Alexandre François)‏ هو لغوي فرنسي، ولد في 28 مارس 1972 في لوفالوا-بيري في فرنسا.